# Pierre VIII du Kongo
Pierre VII (MBwafu en Kikongo & Dom Pedro VII portugais). (mort le 17 avril 1955) est le Manikongo titulaire du royaume du Kongo de 1922 à 1955 à Mbanza Kongo (São Salvador), province du Zaïre au nord de l'Angola.

## Biographie
Pedro Buafu dit aussi John Lengo est originaire de Fuanxi à Noqui dans la province du Zaïre en Angola. Chasseur d’éléphants il a fait ses études chez les missionnaires Baptistes américains et anglais du Congo et est désigné pour recevoir la royauté sous le nom de Pedro VII. Il doit se convertir au catholicisme, répudier sa dernière épouse et se marier le 10 janvier 1931 à l’église avec Ana Tussamba une « descendante des anciens rois du Kongo » comme lui-même. 
Ses revenus à Sao Salvador sont constitués par une pension du gouvernement portugais des rémunérations qu’il perçoit en rendant des arbitrages lors de conflits juridiques et des tributs payés par quelques petits chefs secondaires chaque année en juin à l’occasion de la Fête du Sacré-Cœur  où le roi est célébré et bénit le pays.  Sous son règne Sao Salvador conserve son statut de place  religieuse importante pour la population Kongo
Le réveil nationaliste coïncide avec la succession disputée du roi. À sa mort le 17 avril 1955 un conflit éclate entre les candidats au trône symbolique soutenus par diverses branches de l'aristocratie kongolaise. De nombreux baptistes de Sao Salvador supportent un candidat « progressiste » Dom Manuel Kidita, neveu du Manikongo Manuel III Martins Kiditu (1912-1915), alors qu'un autre groupe traditionaliste centré autour de Matadi soutient un candidat issu du clan Kivuzi appuyé par l'Église catholique et l'administration portugaise.